# Соловово, Анастасия Васильевна
Анастаси́я Васи́льевна Соловово́ (урожд. Петрово-Соловово, в замужестве Горнунг; 9 ноября 1897, имение Вязовка (разрушено в послереволюционные годы) близ деревни Андриановка в Борисоглебском уезде Тамбовской губернии (ныне Мучкапский р-н Тамбовской области) — 16 мая 1956, Москва) — русская детская поэтесса и прозаик.
Дочь русского общественного деятеля, политика и депутата Третьей Государственной Думы Василия Михайловича Петрово-Соловово.

## Биография
Внучка московского городского головы князя А. А. Щербатова, внучатая племянница драматурга А. В. Сухово-Кобылина. Детство и юность провела в Москве, до 1918 года почти ежегодно бывала в Вязовке (имение в Тамбовской губернии).
Училась на Высших женских историко-филологических курсах, в Институте слова (1922—1925). С 1925 года сотрудничала с различными издательствами, преимущественно с Госиздатом. Автор около 20 иллюстрированных детских книг в прозе и стихах (1927—1930).
Вышла замуж за поэта Льва Горнунга (1902—1993). Супруги дружили с Анной Ахматовой.
Репрессирована, в июне 1930 года выслана на 3 года в Воронеж, где жила с родственницей Е. А. Петрово-Соловово. Преподаватель немецкого и французского языков в техникуме иностранных языков и других учебных заведениях. Входила в литературный кружок Георгия Семёновича Петрова, где читала свои стихи.
В июле 1931 года обращалась в Помполит за ходатайством о разрешении на свидание с братом Александром (также арестованным и приговоренным к ИТЛ), но разрешения не получила.
В начале ноября 1932 года была арестована, в марте 1933 года приговорена к заключению в исправительно-трудовом лагере сроком на 3 года, этапирована в Среднюю Азию. В 1936 году жила в Ташкенте. Получив паспорт на фамилию мужа, в 1937 году вернулась в Москву, где и скончалась в 1956 году.
С 1930-х годов публиковаться не могла, почти все рукописи были конфискованы и пропали после арестов. Поэтому стихотворное наследие поэтессы невелико. Только после возвращения в Москву Соловово стала по памяти восстанавливать стихи своей молодости. В этом ей помогал муж, записывая их под диктовку.
Подборка стихов Соловово опубликована в журнале «Новый мир» (1993, № 6). В 2004 году в Москве вышел сборник избранных стихотворений супругов Л. В. и А. В. Горнунгов «Упавшие зерна. Бегущие ландыши», куда вошли и стихотворения, посвящённые Анастасии её мужем уже после её смерти. В одном из них он описывает их недолгую и трудную, но наполненную любовью совместную жизнь:
Как грустно, что утратами,

Разлуками, расплатами

Тянулась жизнь у нас,

Томясь воспоминаньями,

Да тщетными мечтаньями…
Похоронена на Ваганьковском кладбище в могиле матери.

## Публикации
Публикации А.В. Горнунг (Соловово):
- 1 Аксюша Кривоножко. М.; Л., 1927. – 37 с.
- 2 Машуткина беда. М., 1927. – 20 с.
- 3 Про сома усатого. (Рисунки Л. Е. Фейнберга). М.; Л., 1927. – 23 с.
- 4 Собака. М.; Л., 1927. – 28 с.
- 5 У дяди Васи. (Рисунки М. Шервинской). М.; Л., 1927. – 19
- 6 Али. М.; Л., 1928.-38 с.
- 7 Двугривенный. М., 1928. – 24 с.
- 8 Кто как ест. Стихи для детей. (Рисунки М. Шервинской). М., 1928. -9с.
- 9 Лето. Стихи для детей. (Рисунки М.А. Доброва). М., 1928. – 12 с.
- 10 Миша-медвежонок. М., 1928. – 11 с.
- 11 Про сома усатого / 2-е изд. М.; Л., 1928. – 23 с.
- 12 Филька-ротозей. (Рисунки А. Щербакова). М.; Л., 1928.
- 13 Гришкин страх. М.; Л., 1929. – 28 с.
- 14 Как Ариша в люди вышла. М., 1929. – 42 с.
- 15 Клад. М., 1929.-37 с.
- 16 Котик и Кутик. М., 1929.-32 с.
- 17 Гришкин страх/ 2-е изд. М.; Л., 1930. – 28 с.
- 18 Товарищи. М., 1930. – 59 с.
- 19 A. Solovovo. Przygod Franka. 1930. [Польша. Перевод книги "Филька-ротозей"].
- 20 [Стихи]//Новый мир. 1993. N2 6.